# Neocolobura alboplagiata
Neocolobura alboplagiata là một loài bọ cánh cứng trong họ Cerambycidae.